# Quintus Aelius Tubero (Kr. e. 118)
Quintus Aelius Tubero, a sztoikus (Kr. e. 2. század) római politikus, jogász. A plebeius Aelia genshez tartozott. Édesapja, szintén Quintus, Lucius Aemilius Paulus Macedonicus közmondásosan szegény veje volt, alatta szolgált a Perszeusz makedón király elleni háborúban.
Quintus Panaitiosznál tanult; tanárának egyik diákja neki ajánlotta De Officiis (A szolgálatról) című művét. Tubero jogi tudását és tehetségét kezdettől fogva megbecsülték. Plutarkhosz szerint ő mondta, hogy Lucullus maga „Xerxész tógában”. Ez azonban nyilvánvaló tévedés, hiszen Lucullus csak Kr. e. 63. után érdemelte ki a tógás Xerxész nevet, a sztoikus Tubero pedig a Gracchusok kortársa – és politikai ellenfele – volt.
Kr. e. 133-ban Tiberius Gracchusszal közösen lett néptribunus. Kr. e. 129-ben indult a praetorválasztáson, de Kr. e. 123-ban már betölthette a tisztséget: ilyen minőségben több beszédet mondott az éppen tribunusi évét töltő Caius Gracchus ellen. Pomponius szerint consul is volt, azonban több forrás ellentmond ennek, ezért valószínűleg csak consul suffectus volt Kr. e. 118-ban.
Cicero De Republica (A Köztársaságról) című dialógusának egyik szereplőjéül Tuberót tette meg. Tuberónak nem maradtak fenn művei, még csak címeik sem. A Digestában Tubero név alatt fennmaradt részletek egy névrokonára, a Kr. e. 11-ben Augustusszal együtt consuli magistraturát viselő Quintus Aelius Tuberóra utalnak.